# 라이트하우스 (기업)
라이트하우스는 대한민국 가수 천둥이 소속되어 있는 기획사이다.

## 현재 소속 연예인
- 천둥
- YEL
- 카제프
- 레노

## 과거 소속 연예인
- 찬주씨